# Conversation libre
 (décembre 2018).
Si vous disposez d'ouvrages ou d'articles de référence ou si vous connaissez des sites web de qualité traitant du thème abordé ici, merci de compléter l'article en donnant les références utiles à sa vérifiabilité et en les liant à la section « Notes et références ».
En théorie des jeux, la conversation libre (cheap talk) désigne une forme de communication entre joueurs qui n’affecte pas directement les gains des joueurs, contrairement au jeu de signal où l'envoi de certains types de messages est coûteux pour l’expéditeur. 
L’exemple classique est celui d’un expert (par ex. en écologie) communiquant des informations sur une situation à un décideur possédant une informé incertaine (par ex. un décideur politique qui doit voter pour un projet de loi sur la déforestation). Le décideur, après avoir été informé par l’expert, doit prendre une décision qui affecte les coûts des deux joueurs.

## Application
De manière générale, la conversation libre, peut intervenir dans n’importe quel jeu et peut potentiellement améliorer l’ensemble des équilibres possibles de résultats. Par exemple, on peut ajouter un tour de conversation libre au début de la Guerre des sexes. Chaque joueur annonce s’il a l’intention d’assister à un match de football, ou d’aller à l’opéra. Cette première partie de communication peut permettre aux joueurs de choisir parmi de multiples équilibres (car la guerre des sexes est un jeu de coordination), et ainsi atteindre des coûts plus importants que dans d’autres jeux. Les messages et les stratégies qui produisent ce résultat sont symétriques pour chaque joueur. Il s’agit : 1) d’annoncer l’opéra ou le match de football avec la même probabilité 2) si une personne annonce l’opéra (ou le match de football), pour l’autre personne en entendant la réponse de la première, d’annoncer l’opéra (ou le match de football) de la même manière (Farrell and Rabin, 1996). Si chacun des joueurs annonce une option différente, alors aucune coordination n’est atteinte. Dans le cas où un seul joueur répond, cela pourrait donner à celui-ci l’« avantage du premier ».
Cependant, il n’est pas garanti que la conversation libre ait un effet sur les coûts équilibrés. Le Dilemme du prisonnier, est un jeu dont seul l’équilibre est maintenu par des stratégies dominantes. Toute tentative préliminaire de conversation libre sera ignorée et les joueurs appliqueront leurs stratégies dominantes (concept du défaut) peu importe le message envoyé.

## Applications biologiques
De manière générale, l’on s’accorde à dire que la conversation libre n’a aucun effet sur la structure sous-jacente du jeu.  Dans le domaine de la biologie des auteurs ont affirmé que la signalisation coûteuse est le meilleur moyen d’expliquer la signalisation entre les animaux (voir la Théorie du handicap).  Cette idée a été mise en doute (voir le travail de Carl Bergstrom et de Brian Skyrms 2002, 2004). Plusieurs modèles en particulier se servant de la théorie des jeux évolutive indiquent que la conversation libre peut affecter les dynamiques évolutionnaires de certains jeux. 